# Yulia Nesterenko
Yulia Nesterenko (Brest, Bielorrusia, el 15 de junio de 1979) es una atleta bielorrusa especialista en pruebas de velocidad. Campeona olímpica de los 100 metros lisos en Atenas 2004.

## Carrera deportiva
En los JJ. OO. de Atenas 2004 ganó la medalla de oro en los 100 m lisos, con un tiempo de 10.93 segundos, por delante de la estadounidense Lauryn Williams y la jamaicana Veronica Campbell.
Y al año siguiente, en el Mundial de Helsinki 2005 ganó la medalla de bronce en los relevos 4 x 100 m, con un tiempo de 42.56 segundos (récord nacional de Bielorrusia), tras Estados Unidos y Jamaica, y siendo sus compañeras de equipo: Natalya Sologub, Alena Nevmerzhitskaya y Oksana Dragun.

## Mejores marcas
- 100 metros - 10,92 (Atenas, 2004)
- 200 metros - 22,91 (Rethimno, 2004)

## Palmarés
- Mundiales Indoor Budapest 2004 - 3.ª en 60 m (7,12)
- Juegos Olímpicos Atenas 2004 - 1.ª en 100 m (10,93)
- Mundiales Helsinki 2005 - 8.ª en 100 m (11,13), 3.ª en 4 × 100 m (42,56)